# Комбінація (одяг)

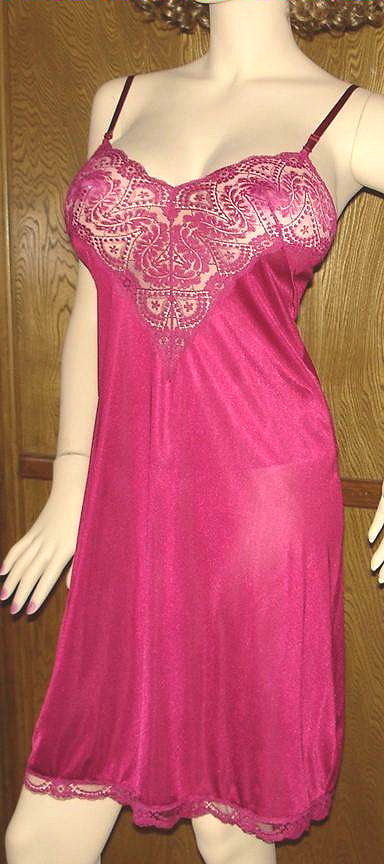
Повна комбінація

Комбіна́ція — жіноча білизна, що носиться під сукнею чи спідницею, щоб запобігти подразненню шкіри від грубої тканини, наприклад шерсті.

## Різновиди

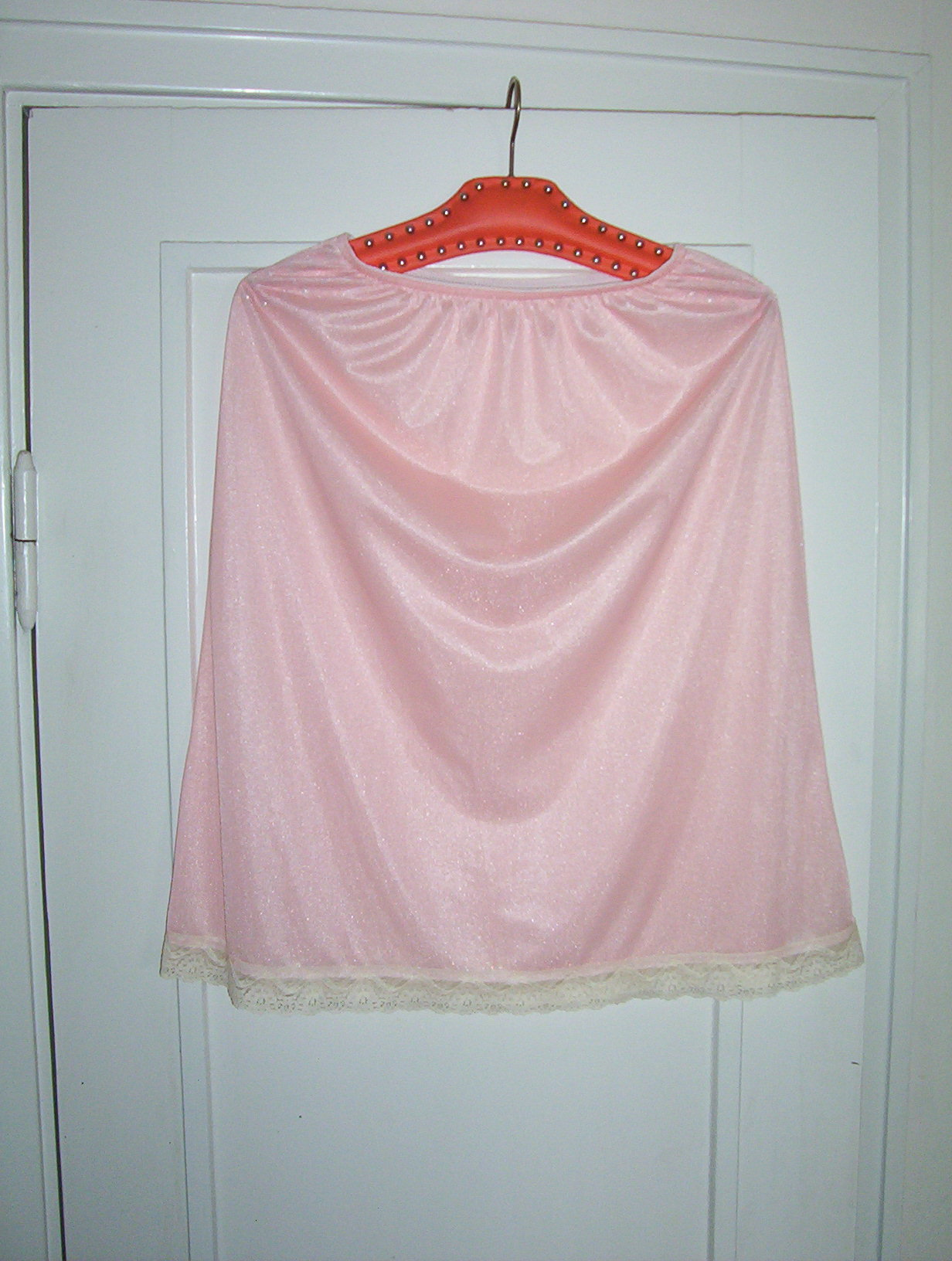
Половинна комбінація

- Повна комбінація — висить з плечей, як правило, за допомогою вузьких ременів і тягнеться від грудей вздовж усієї довжини спідниці.

- Половинна комбінація — висить від талії.

Комбінація, як правило, зроблена з гладких тканин, таких як шовк, сатин, поліестер, трикотаж або нейлон, бавовна. Вони часто прикрашені мереживом по краях і по нижньому краю і, як правило, носяться як інтимніша білизна.
- Комбінація-сукня — сукня для вуличного одягу, як комбінація щільно прилягає до тіла і з вузькими лямками.